# Катя Иванова
Катя Маринова Иванова е българска актриса.

## Биография
Родена е в град Горна Оряховица на 18 април 1959 г.
Завършва ВИТИЗ „Кръстьо Сарафов" през 1982 г. със специалност актьорско майсторство.
Работи в Драматичен театър „Адриана Будевска“, Бургас. През 90-те години дублира в анимационния сериал „Капитан Балу“ за БНТ.

## Театрални роли
- „Вампир“ (Антон Страшимиров) – Вела
- „Букетче сухи незабравки“ (Никола Русев) – Краси

## Телевизионен театър
- „В неделя Господ си почива…“ (1990) (Стефан Цанев), 2 части
- „Каквото Господ не е помислял“ (1990) (П. Ю. Тодоров)
- „Гарвани“ (1987) (Анри Бек)
- „Змейова сватба“ (1984) (от П.Ю.Тодоров, реж. Вили Цанков)

## Филмография
| Година      | Филми и Сериали                 | Серии | Роля                                     |
| ----------- | ------------------------------- | ----- | ---------------------------------------- |
| 1991 – 1992 | Любовниците                     | 8     | (в 5-а серия: На ръба на басейна (1992)) |
| 1989        | Юдино желязо                    |       | Кръстьовица                              |
| 1988        | Наречи го Григор                |       | вдовицата                                |
| 1987        | Живот до поискване              |       | Зара                                     |
| 1985        | Тази кръв трябваше да се пролее |       | Лиляна                                   |
| 1984        | Дело 205/1913 П. К. Яворов      |       | Лора                                     |
| 1983        | Златната река                   |       |                                          |
| 1981        | Мера според мера                | 7     | Слава                                    |
| 1981        | Мера според мера                | 3     | Слава                                    |